# نجفقلی میرزا حسام‌الدوله
نجفقلی میرزا حسام‌الدوله معزی (۱۳۰۳ هجری قمری – ۱۳۵۹ خورشیدی) که «آقا سردار» لقب داشت، نویسنده، مترجم و نمایندهٔ دورهٔ سوم مجلس شورای ملی بود. نجفقلی میرزا فرزند ابراهیم میرزا فرزند بهرام میرزا معزالدوله فرزند عباس میرزا نایب السلطنه فرزند فتحعلی شاه قاجار بود. او در ۱۳۰۳ هجری قمری (۱۲۶۴ یا ۱۲۶۵ خورشیدی) در نجف به دنیا آمد.
نجفقلی میرزا در بیروت و سپس در فرانسه درس خواند. مدتی برای آموختن زبان انگلیسی در انگلستان به سر برد. پس از بازگشت به ایران به خدمت وزارت مالیه درآمد و از سال ۱۲۸۸ خورشیدی به مدت پنج سال معاون مالیه فارس شد. سپس رئیس مالیه لرستان و ولایات ثلاث (ملایر، نهاوند و تویسرکان) شد و مدت کوتاهی بعد از همین ولایات ثلاث در آذر ۱۲۹۳ خورشیدی به عنوان نماینده به مجلس رفت. او یکی از جوانترین نمایندگان مجلس بود و از همین رو در روز افتتاح مجلس (هفدهم محرم ۱۳۳۳ هجری قمری) به عنوان منشی عضو هیئت رئیسه سنی شد. مجلس سوم به دلیل حرکت ارتش روسیه بسوی تهران در جریان جنگ اول جهانی و مهاجرت نمایندگان از پایتخت بیش از یک سال نپایید و تعطیل شد. نجفقلی میرزا هم به شاهرود رفت که پدرزنش نصرت‌الله میرزا امیراعظم حکمران و از زمینداران بانفوذ آنجا بود. سپس پیشکار سمنان و دامغان شد. بعداً به وزارت فوائد عامه انتقال یافت که وزارت راه از دل آن بیرون آمد و تا هنگام بازنشستگی از مدیران وزارت راه بود. او در اردیبهشت ۱۳۵۹ در تهران درگذشت و در بهشت زهرا به خاک سپرده شد.

## آثار
حسام الدوله نویسنده و مترجم بود. آثار چاپ شده او عبارتند از:

### تألیفات
- دره نجفی - چاپ ۱۲۹۳
- شناسایی دام و دد - چاپ ۱۳۲۱
- تاریخ روابط سیاسی ایران با دنیا (دو جلد) چاپ ۱۳۲۷
- تاریخ سیاسی نفت - چاپ ۱۳۲۷
- فراماسون در انقلاب فرانسه - چاپ ۱۳۴۱
- تاریخ راهسازی در ایران
- ژاپن و راز کامیابی ژاپن

### ترجمه‌ها
- تاریخ انگلستان - اندره موروا - چاپ ۱۳۳۶
- تاریخ روسیه از پیدایش تا ۱۹۴۵- کلنل والتر - چاپ ۱۳۳۸
- تاریخ آمریکا - اندره موروا - چاپ ۱۳۴۱
- زندگی پتر کبیر - ولتر چاپ ۱۳۳۵
- زندگی ناپلئون بناپارت - امیل لودویگ - چاپ ۱۳۴۳
- زندگی ژوزفین - لوییز مولباخ
- فردریک کبیر و دربار - لوییز مولباخ
- تاریخ اسپانیا - ژوزف لوئی آنتوان کالمنت چاپ ۱۳۶۸